# Kotakkojärvi
Kotakkojärvi är en sjö i Finland. Den ligger i kommunen Pelkosenniemi i landskapet Lappland, i den norra delen av landet, 800 km norr om huvudstaden Helsingfors. Kotakkojärvi ligger 152,7 meter över havet. Arean är 46,6 hektar och strandlinjen är 3,08 kilometer lång. Sjön  ingår i Kemi älvs huvudavrinningsområde. 